# تونل کبیرکوه
تونل کبیرکوه تونلی جاده‌ای در استان ایلام، ایران است. این تونل با گذر از رشته‌کوه کبیرکوه، شهرستان دره‌شهر را به شهرستان آبدانان وصل می‌کند.

## اهمیت
تونل کبیرکوه نقش مهمی در ارتباط استان ایلام با استان‌های کرمانشاه، خوزستان و لرستان دارد. با ساخت این تونل، بیش از بیست پیچ سنجاقی در جاده منتهی به گردنه کبیرکوه (ارتفاع ۱٫۷۰۰ متر) از مسیر آبدانان - دره‌شهر حدف شده است.

## ویژگی‌ها
تونل کبیرکوه در مجموع ٧٫١٠٠ متر بوده که شامل یک تونل بزرگ به طول ۴٫۷۶۳ متر و ۶ تونل کوچک به طول ٢٫٣٣٧ متر و همچنین دو عدد تونل انحرافی جهت کنترل و تخلیه آبها یکی به طول ۱۳۰ متر و دیگری به طول ۱۸۹ متر می باشد. این تونل دارای ۷ متر ارتفاع، ۱۲ متر عرض و ۲۷۰ متر تونل فرعی است. 
حجم کل عملیات خاکبرداری جاده‌ٔ دسترسی به تونل، از انتهای شهرک باقر صدر آبدانان تا تونل و از ابتدای تونل تا سه راهی روستای هفت‌چشمه، دو میلیون و صدهزار متر مکعب می‌باشد. مجموع پل‌های ساخته‌شده در مسیر تونل ۳۷ دهنه پل است. ۱٫۶۷۰ متر دیوار بتونی جهت جلوگیری از ریزش در مسیر تونل ساخته شده است. جاده‌سازی دسترسی به تونل از سال ۸۹ تا ۹۳، از سال ۱۳۹۳ تا ۱۳۹۷ حفاری تونل و از سال ۹۷ تا ۱۴۰۳ عملیات بتن‌ریزی، کف‌برداری و آسفالت انجام گرفته است. در ساخت این تونل از ابزار مکانیکی و انفجار استفاده شده که نتیجهٔ آن حفر روزانه ۶ متر از این تونل بوده است.
با وجود رفتن این تونل زیر بار ترافیک، روشنایی، تهویه و علائم ترافیکی آن هنوز تامین نشده که نیازمند ۶ هزار میلیارد ریال هزینه است.
  